# Deviated Instinct
Deviated Instinct ist eine britische Crustcore-/Death-Metal-Band, die 1984 in Norwich gegründet wurde. Ihr erstes Album Welcome to the Orgy und der Großteil ihrer übrigen Alben wurden von Peaceville Records veröffentlicht. Die Band trennte sich 1991, formierte sich 2007 jedoch neu. Die Band gilt als Wegbereiter des Crustcore und Begründer des Subgenres Stenchcore.

## Bandgeschichte
Sänger Julian „Leggo“ Kilsby und Schlagzeuger Trevor Cockburn waren 1984 auf der Suche nach einem Gitarristen und einem Bassisten, um eine vollständige Band zu gründen. Diese fanden sie mit Robert „Mid“ Middleton (Gitarre) und Ian Clitheroe (Bass). Während Kilsbys Band Nausea kurz zuvor zerbrochen war, hatten Middleton und Clitheroe bereits eine Reihe von Liedern geschrieben, die sie unter dem Bandnamen Deviated Instinct veröffentlichen wollten, sobald sie Sänger und Schlagzeuger gefunden hatten. Somit schlossen sich die vier Musiker im Sommer 1984 zu Deviated Instinct zusammen. Nachdem sie in den folgenden Wochen täglich geprobt hatten, bestritten Deviated Instinct am 23. September 1984 mit anderen lokalen Bands ein Benefiz-Konzert zu Gunsten der Familien der gerade streikenden Bergarbeiterfamilien. Im Jahr 1985 nahm die Band ihr erstes Demo Tip of the Iceberg auf. Schlagzeuger Cockburn verließ Deviated Instinct und wurde durch Mark Aiken ersetzt. In dieser Besetzung nahm Deviated Instinct am 21. Oktober 1986 ihr zweites Demo Terminal Filth Stenchcore auf und begründeten damit die Stenchcore-Bewegung. Durch die Underground-Vertriebskanäle wie Fanzines und Newsletter erlangte das Demo überregionale Aufmerksamkeit und Deviated Instinct bestritt Live-Auftritte in ganz Großbritannien im Vorprogramm von Bands wie Amebix und Antisect.
Im Januar 1987 nahm die Band die Single Welcome to the Orgy auf, die vom Independentlabel Peaceville Records veröffentlicht wurde. Wenig später wurde Bassist Clitheroe durch Steven „Snapa“ Harvey und Schlagzeuger Aiken durch Sean Claxton ersetzt und Deviated Instinct nahm ein weiteres Demo auf. Die Band selber gab dem Demo keinen offiziellen Titel, es wird aber von Fans als Return of Frost bezeichnet. Wenig später wurden die sieben Stücke als Split-EP mit Revulsion von Pathway veröffentlicht. Nach einer kurzen Tournee durch Großbritannien verließ Bassist Snapa die Band wieder und durch Tom Mills ersetzt. Im Januar 1988 nahm die Band ihr Debütalbum Rock ’n’ Roll Conformity in den Lion Studios in Leeds auf. Es erntete sehr gute Kritiken und Deviated Instinct ging mit Extreme Noise Terror auf Europa-Tournee. Danach kehrte Bassist Snapa zurück in die Band. Nach den Aufnahmen von zwei Stücken für den Hiatus-Sampler von Peaceville verließ Schlagzeuger Claxton die Band. Gründungsmitglied und Sänger Leggo war bereits einige Zeit zuvor nach Birmingham gezogen, wo er mit Jim Whiteley von Ripcord die Band Filthkick gegründet hatte. Anfang 1989 verlegte Leggo seine Aktivitäten ganz nach Birmingham und verließ Deviated Instinct. Seinen Posten als Sänger übernahm Gitarrist Middleton, als Schlagzeuger kam Adam Stevenson. In dieser Besetzung wurde im November 1989 das zweite Studioalbum Guttural Breath aufgenommen. Anfang 1990 nahm Deviated Instinct die erste Peel Session auf und wenig später folgte die EP Nailed für Prophecy Records. Anfang 1991 ging die Band mit Prophecy of Doom und Decadence Within auf Tour, doch die Zuschauerzahlen waren nur mäßig. Desillusioniert spielte die Band im Oktober 1991 in Norwich eine letzte Show mit Godflesh und Fudge Tunnel und löste sich danach auf. Verschiedene Bandmitglieder machten in den folgenden Jahren gemeinsam Musik, so unter anderem als Spinewrench (1992 bis 1996) und Bait (ab 1996).
2007 kontaktierte Sänger Leggo Gitarrist Mid und fragte ihn an, ob er Interesse an einer Wiedervereinigung von Deviated Instinct für einen Auftritt in London mit Steve Ignorant von Crass habe. Nach diesem Auftritt wurde es wieder ruhiger um die Band, seit 2010 tritt Deviated Instinct wieder Live auf. Im Sommer 2012 erschien beim US-amerikanischen DIY-Label Profane Existence die EP Liberty Crawls … to the Sanctuary of Slave.

## Musikstil
Auf dem 1985er Demo versuchte Deviated Instinct, den Punk mit genrefremden Elementen wie Flöten, Akustikgitarren und gesprochenen Passagen anzureichern, was zunächst misslang. Beeinflusst waren sie dabei von Bands wie Chumbawamba. Ihren Stil begründete die Band mit dem 1986er Demo, auf dem sie den Anarcho-Punk des ersten Demos durch Elemente aus dem Heavy Metal ergänzten, Pate standen Bands wie Venom und Motörhead. Auch das äußere Erscheinungsbild der Band unterschied sich von den Anarcho- und Crust-Punks und adaptierte Elemente der Rocker-Szene, als Vorbild dienten Filme wie Mad Max II – Der Vollstrecker. Auf dem Debütalbum Rock ’n’ Roll Conformity definierte Deviated Instinct ihren Stil durch eine Kombination aus vom Metal beeinflussten Gitarren-Riffs und thrashigem Schlagzeugspiel, die aber durch eine schlechte Produktion und übermäßig verzerrten Sound nicht zur Geltung kam. Mit dem zweiten Studioalbum wurde die Musik von Deviated Instinct deutlich langsamer.

## Diskografie
Selbstveröffentlichungen
- 1985: Tip of the Iceberg (Demo)
- 1986: Terminal Filth Stenchcore (Demo)
- 1987: N.N. (Demo)
- 1987: In Crust We Trust (Live)
- 1991: Wrenched Spine (Live)

Singles und EPs
- 1987: Welcome to the Orgy
- 1987: Consolidation (Split mit Revulsion)
- 1990: Nailed
- 1991: N.N. (Split mit Grave und Devolution)
- 2012: Liberty Crawls … to the Sanctuary of Slave
- 2012: N.N. (Split mit Summon the Crows)

Studioalben
- 1987: Rock ’n’ Roll Conformity
- 1989: Guttural Breath

Kompilationen
- 1989: Definitive Instinct (enthält die Titel aller bei Peaceville erschienenen Tonträger von Deviated Instinct)
- 1993: Re-Opening Old Wounds (mit Stücken des zweiten und dritten Demos)
- 2006: Welcome to the Orgy (Digipak-Version von Deviated Instinct)

## Belege
1. ↑  Ian Glasper: Trapped in a Scene, S. 285.
2. 1 2  Ian Glasper: Trapped in a Scene, S. 286.
3. 1 2 3  Ian Glasper: Trapped in a Scene, S. 287.
4. 1 2  Ian Glasper: Trapped in a Scene, S. 290.
5. 1 2  Ian Glasper: Trapped in a Scene, S. 291.
6. ↑  Deviated instinct interview from 30/7/07. Three Punk Rock Questions Webzine, 7. Juli 2007, abgerufen am 24. Februar 2013 (englisch).
7. ↑  New DEVIATED INSTINCT Album and Tour. Profane Existence, 9. Mai 2012, abgerufen am 24. Februar 2013 (englisch).
8. ↑  Ian Glasper: Trapped in a Scene, S. 288.